# کنس‌دره
کنس دره، روستایی است از توابع بخش مرزن‌آباد شهرستان چالوس در استان مازندران ایران.

## جمعیت
این روستا در دهستان کوهستان (چالوس) قرار دارد و براساس سرشماری مرکز آمار ایران در سال ۱۳۸۵، جمعیت آن ۶۵ نفر (۱۲خانوار) بوده‌است. مردم کنس دره از قومیت طبری هستند. مردم کنس دره به زبان طبری با گویش چالوسی سخن می‌گویند.